# دان ستيوارت (مغني)
دان ستيوارت (بالإنجليزية: Dan Stuart)‏ هو مغني ومغن مؤلف أمريكي، ولد في 5 مارس 1961 في لوس أنجلوس في الولايات المتحدة.

## وصلات خارجية
- دان ستيوارت على موقع IMDb (الإنجليزية)
- دان ستيوارت على موقع ميوزك برينز (الإنجليزية)
- دان ستيوارت على موقع أول ميوزيك (الإنجليزية)
- دان ستيوارت على موقع ديسكوغز (الإنجليزية)